# Блок (программирование)
Блок (также говорят блок кода, блок команд, блок инструкций) в программировании — это логически сгруппированный набор идущих подряд инструкций в исходном коде программы, является основой парадигмы структурного программирования.
Блоки служат для ограничения области видимости переменных и функций, а также позволяют обращаться к блоку инструкций как к единой инструкции, могут быть пустыми или вложенными один в другой.
Блок в коде иногда сравнивают с параграфом в тексте, хотя эти понятия имеют существенные различия.
С одной стороны, блок – крайне простая концепция программирования, с другой стороны, в некоторых языках программирования, например, в JavaScript, он связан с не малым количеством малозаметных специфичных особенностей, порой усложняющих оперирование им.

## Выделение блока
Для выделения блоков применяются специальные конструкции языка программирования. Например, в семействе Си-подобных языков (С, C++, Java) и в языке JavaScript применяются фигурные скобки («{» и «}»). В языках, основанных на ALGOL, применяются ключевые слова begin и end (операторные скобки). В языках, основанных на Lisp, применяются S-выражения (lambda, let и т. д.) В языке Python блоки определяются различиями в отступе строк кода от левого края начала строки (обычно в 4 символа пробела).

## Область видимости
Во многих языках блоки используются для ограничения области видимости. Так, например, переменная i, объявленная внутри блока, будет «видна» в этом блоке (включая вложенные блоки), но не будет «видна» за его пределами, поэтому часто используемый идентификатор i может применяться во многих местах программы, не вызывая ошибок. То же относится к именам процедур, функций, в некоторых языках — классов.
Область видимости блока в некоторых языках имеет довольно нетривиальное поведение. Например, в языке JavaScript её действие зависит от нескольких обстоятельств.

## Особенности
В языках семейства Smalltalk блоки — это объекты со всеми соответствующими возможностями.
В языке JavaScript синтаксис блока аналогичен синтаксису литерала объекта, а семантика этих конструкций определяется внешним контекстом — принадлежностью к выражению, так как, в частности, алгоритм определения семантики внутренним контекстом столкнётся с неразрешимыми неоднозначностями. Также в нём инструкция break не видит меток за пределами функции, непосредственно в которой она применяется, что может служить веским аргументом в пользу реализации в JavaScript do-выражений.

## Примеры
Блок внутри функции на языке (Си):
```
 
{

   
int
 
a
 
=
 
1
;

   
int
 
b
 
=
 
2
;

   
int
 
с
 
=
 
a
 
+
 
b
;

   
return
 
c
;
 

 
}

```

Блок на языке Pascal:
```
 
begin

   
a
 
:=
 
5
;

   
b
 
:=
 
a
 
-
 
2
;

 
end

```

Пример блока на Transact-SQL:
```
 
BEGIN

   
SET
 
@a
 
=
 
'f'

   
IF
 
@b
 
=
 
1

     
SET
 
@a
 
=
 
@a
 
+
 
',f'

   
ELSE
 
IF
 
@b
 
=
 
2

     
SET
 
@a
 
=
 
@a
 
+
 
',e'

 
END

```

Блок на языке JavaScript без метки:
```
{

    
const
 
a
 
=
 
1
,
 
b
 
=
 
2
,

          
c
 
=
 
a
 
+
 
b
;

}

```

Пустой блок без метки вложенный в множество блоков без меток на языке JavaScript:
```
{{{{{{{{{{{{{{{{{{{{{{{{{{{{{}}}}}}}}}}}}}}}}}}}}}}}}}}}}}

```

Демонстрация одной из особенностей области видимости блока в JavaScript:
```
{

    
let
 
a
 
=
 
1
;

    
var
 
b
 
=
 
2
;

    
console
.
log
(
b
)
 
// 2

    
console
.
log
(
a
)
 
// 1

}

console
.
log
(
b
)
 
// 2

console
.
log
(
a
)
 
// ReferenceError!

```

Несмотря на особенность, продемонстрированную в предыдущем примере, следующий пример кода на языке JavaScript приведёт к синтаксической ошибке.
```
{

    
let
 
a
 
=
 
1
;

    
var
 
a
 
=
 
1
;

}

```

Блок на языке JavaScript с меткой и прерыванием его выполнения инструкцией break по его же метке (обратите внимание на отсутствие конфликта между меткой и одноимённым идентификатором):
```
x
:
 
{

    
const
 
x
 
=
 
0
;

    
console
.
log
(
x
);

    
break
 
x
;

    
console
.
log
(
x
);

}

```

Разные семантики {...} в языке JavaScript (ошибочное содержимое используется с целью продемонстрировать определение семантики внешним контекстом):
```
// Блок кода

{
 
_
:
 
1
,
 
_
:
 
2
,
 
}
 
+
 
[];
 
// SyntaxError!

// Блок кода

eval
(
'{ _: 1, _: 2, }'
)
 
// SyntaxError!

eval
(
'{ valueOf: _ => Math.random() }'
)
 
/*Неразрешимая неоднозначность для алгоритма определения семантики внутренним контекстом*/

// Литерал объекта

eval
(
'({ _: 1, _: 2, })'
)

eval
(
'+{ valueOf: _ => Math.random() }'
)

// Часть синтаксиса стрелочной функции

(()
 
=>
 
{
 
_
:
 
1
,
 
_
:
 
2
,
 
})()
 
// SyntaxError!

// Литерал объекта

(()
 
=>
 
({
 
_
:
 
1
,
 
_
:
 
2
,
 
}))()

```

Демонстрация «слепоты» инструкции break языка JavaScript:
```
x
:
 
{

    
console
.
log
(
1
);

    
(()
 
=>
 
{

        
break
 
x
;
 
// SyntaxError!

    
})();

    
console
.
log
(
2
);

}

```